# Comme çi, comme ça (utwór muzyczny Evridiki)
Comme çi, comme ça – utwór cypryjskiej wokalistki Evridiki napisany przez Dimitrisa Korjalasa i Posidonasa Janopulosa, nagrany w 2007 roku i umieszczony na trzynastej płycie studyjnej artystki zatytułowanej 13.
Utwór reprezentował Cypr podczas 39. Konkursu Piosenki Eurowizji w 2007 roku, zostając wybranym wewnętrznie przez krajowego nadawcę publicznego (CyBC). W półfinale konkursu organizowanego 10 maja w Helsinkach piosenka zajęła ostatecznie 15. miejsce i nie zakwalifikowała się do finału widowiska, zdobywając łącznie 65 punktów, w tym maksymalną notę 12 punktów od telewidzów z Grecji. Podczas występu wokalistce na scenie towarzyszyły dwie tancerki, perkusista Dimitris Chorianopulos, basista Dimitris Korjalas i klawiszowiec Janis Skutaris.
Utwór został nagrany w trzech wersjach językowych: angielskiej, francuskiej i greckiej.

## Lista utworów
CD Single
1. „Comme çi, comme ça”
2. „Comme çi, comme ça” (Remix)